# Сьенфуэгос (провинция)
Сьенфуэ́гос (исп. Cienfuegos) — одна из провинций Кубы, расположенная в центральном регионе острова. Она граничит с провинциями Матансас на юге, и Вилья-Клара на севере и Санкти-Спиритус на востоке, а также с Карибским морем на юге.
Административный центр провинции — одноимённый город, основанный французскими переселенцами в 1819 году.

Ранее вместе с провинциями Санкти-Спиритус и Вилья-Клара Сьенфуэгос входила в состав расформированной провинции Лас-Вильяс.

## Экономика
Основу экономики составляет возделывание сахарного тростника и производство сахара. Туристическая сфера сосредоточена в горах, где располагаются круглогодичные водопады, и на морском побережье, где получил распространение аквадайвинг благодаря обилию подводных пещер.

## Муниципалитеты
| № | Муниципалитет       | Площадь, км² | Население, чел. (2004) | Плотность населения, чел./км² |
| - | ------------------- | ------------ | ---------------------- | ----------------------------- |
| 1 | Абреус              | 564          | 30 330                 | 53,78                         |
| 2 | Агуада-де-Пасахерос | 680          | 31 687                 | 46,6                          |
| 3 | Сьенфуэгос          | 333          | 163 824                | 491,96                        |
| 4 | Крусес              | 198          | 32 139                 | 162,32                        |
| 5 | Куманаягуа          | 1 099        | 51 435                 | 49,53                         |
| 6 | Лахас               | 430          | 22 602                 | 52,56                         |
| 7 | Пальмира            | 322          | 33 153                 | 102,96                        |
| 8 | Родас               | 552          | 33 477                 | 60,65                         |
|   | всего               | 4 178        | 398 647                | 95,42                         |